# Martin Goodman
Martin Goodman (Brooklyn, 18 gennaio 1908 – Palm Beach, 6 giugno 1992) è stato un editore statunitense di pulp magazine, riviste d'avventura, libri tascabili e fumetti, che lanciò la compagnia che sarebbe in seguito diventata la Marvel Comics.

## I pulp e la "Golden Age" dei fumetti
Dopo aver viaggiato da giovane per gli Stati Uniti durante la grande depressione, vivendo nei campi nomadi, Goodman divenne un agente di commercio per un editore di New York. Nel 1931 fondò, assieme a Louis Silberkleit ed a Maurice Coyne, la Columbia Publications, una casa editrice per la pubblicazione di pulp magazine. Nell'anno successivo Goodman abbandonò i soci per fondare la propria compagnia; nel 1939 Silberkleit e Coyne si unirono a John L. Goldwater per fondare quella che oggi è la Archie Comics.
La prima pubblicazione di Goodman fu Western Supernovel Magazine che uscì nel maggio del 1933. Dopo il primo numero, cambiò il titolo in Complete Western Book Magazine con la data di copertina luglio 1933.
La strategia editoriale di Goodman fu quella di usare dei marchi di fabbrica per varie imprese editoriali, come ad esempio Red Circle. Alcuni dei pulp magazine di Goodman furono All Star Adventure Fiction, Complete Western Book, Mystery Tales, Real Sports, Star Detective, la rivista di fantascienza Marvel Science Stories e l'albo di avventure nella giungla Ka-Zar il grande, che aveva come protagonista il personaggio sullo stile di Tarzan ("tarzanide").
Nel 1939, con l'enorme diffusione popolare del fumetto e l'affermarsi dei primi supereroi, Goodman strinse dei contratti con la nuova azienda di packaging di fumetti Funnies Inc. per la fornitura di materiale per un fumetto di prova. Il primo numero di Marvel Comics, datato ottobre 1939 ed in cui debuttarono i personaggi della Torcia umana e di Sub-Mariner, vendette in poco tempo 80 000 copie. Goodman produsse una seconda edizione, datata novembre 1939 che vendette circa 800 000 copie. Con un tale successo tra le mani, Goodman iniziò a riunire uno staff, assumendo il disegnatore e scrittore della Funnies, Inc. Joe Simon come editore. Simon portò con sé un proprio collaboratore che sarebbe in seguito diventato un nome leggendario nell'ambito dei fumetti: Jack Kirby.
Tutte le uscite della divisione fumetti di Goodman fecero capo al marchio Timely Comics, che nei decenni successivi sarebbe diventato Marvel Comics. Nel 1941, la Timely lanciò il suo terzo personaggio principale, il supereroe patriota di Simon e Kirby Capitan America. I due creatori lasciarono la Timely dopo dieci numeri e Goodman nominò nuovo editore Stan Lee il quale avrebbe mantenuto quell'incarico per molti anni.
Con la diminuzione dell'interesse per i supereroi del secondo dopoguerra, Goodman pubblicò una più ampia gamma di generi compreso l'horror, il western, il giallo ed i fumetti di guerra.
Il marchio Timely andò in disuso dopo che Goodman iniziò ad usare un logo, rappresentante un globo, della propria compagnia di distribuzione Atlas a partire dal novembre 1951. Per tutti gli anni cinquanta la compagnia precedentemente conosciuta col nome di Timely venne chiamata Atlas Comics.

## I libri tascabili
Goodman fondò nel 1949 la Lion Book, una linea di libri tascabili, usando il nome Red Circle Books per i primi sette titoli e per il decimo della serie. La maggior parte di tali titoli erano romanzi, ma vi furono anche inserimenti di argomenti sportivi su fatti reali. Goodman sviluppò infine due linee, la Lion da 23 cent e la Lion Library da 35 cent.
Nel 1957 la Lion fu acquisita da New American Library e numerosi titoli vennero ristampati sotto la sua etichetta Signet. Tra gli autori pubblicati da Goodman si ricordano Robert Bloch, David Goodis e Jim Thompson.

## Marvel Comics
Nel 1961 sulla scia del revival dei supereroi operato dalla rivale DC Comics qualche anno prima, Stan Lee e l'artista free lance Jack Kirby fecero debuttare The Fantastic Four, il primo grande successo di quella che sarebbe diventata la Marvel Comics. L'universo realistico in cui si muovevano e la loro psicologia più vicina alle persone comuni che ai nobili archetipi dei personaggi precedenti, cambiarono profondamente l'industria del fumetto. Lee, Kirby ed altri artisti come Steve Ditko, Don Heck, Dick Ayers, John Romita Sr., Gene Colan e John Buscema oltre a scrittori come Roy Thomas e Archie Goodwin tra gli altri diedero vita ad una serie di personaggi di successo come  Uomo Ragno, Iron Man, Hulk, Devil e negli anni settanta dopo una falsa partenza nei sessanta, gli X-Men.
Nell'autunno del 1968 Goodman vendette tutte le sue attività editoriali alla Perfect Film and Chemical Corporation, che le raggruppò nella Magazine Management Company di cui Goodman restò editore fino al 1972. Due anni dopo fondò una nuova compagnia di fumetti, la Seaboard Periodicals, che però fallì l'anno successivo.
La Perfect Film and Chemical nel 1973 cambiò la denominazione in Cadence Industries, il primo dei numerosi cambiamenti, fusioni e acquisizioni del periodo post-Goodman che portarono alla grande azienda del XXI secolo Marvel Entertainment Group.

## Riviste per soli uomini
La Magazine Management Company di Goodman pubblicò anche riviste denominate "men's adventure" dai titoli For Men Only, Male e Stag, che erano state pubblicate negli anni cinquanta da Noah Sarlat. Assieme a queste videro la luce anche l'effimera pubblicazione a fumetti in bianco e nero The Adventures of Pussycat (ottobre 1968) che ristampò alcune storie sexy/umoristiche a sfondo spionistico. A queste pubblicazioni contribuirono anche alcuni nomi legati alla Marvel/Atlas quali Stan Lee, Larry Lieber, Ernie Hart, Wally Wood, Al Hartley, Jim Mooney, Bill Everett e Bill Ward.

## Elenco delle riviste pubblicate da Martin Goodman

### Riviste pulp
- Adventure Trails
- All-American Sports
- All-American Western
- All Baseball Stories
- All Basketball Stories
- All Football Stories
- All Star Detective Stories
- All Star Fiction / All Star Adventure Fiction / All Star Adventure Magazine
- American Sky Devils
- The Angel Detective
- Best Detective
- Best Love Magazine
- Best Sports Magazine
- Best Western / Best Western Novels
- Big Baseball Stories
- Big Book Sports
- Big Sports Magazine
- Children's Book Digest
- Complete Adventure Magazine
- Complete Detective
- Complete Sports / Complete Sports Action Stories for Men
- Complete War Novels
- Complete Western Book Magazine
- Cowboy Action Novels
- Detective Mysteries
- Detective Short Stories
- Dynamic Science Stories
- Five Western Novels
- Gunsmoke Western
- Justice (antologia)
- Ka-Zar / Ka-Zar the Great
- Marvel Science Stories / Marvel Tales / Marvel Stories / Marvel Science Fiction
- Modern Love
- Modern Love Stories

- Mystery Tales
- Quick Trigger Western Novels Magazine
- Ranch Love Stories
- Real Confessions
- Real Love
- Real Mystery Magazine / Real Mystery
- Real Sports
- Romantic Short Stories
- Six-Gun Western
- Sky Devils
- Sports Action
- Sports Leaders Magazine
- Sports Short Stories
- Star Detective Magazine
- Star Sports Magazine
- 3-Book Western (antologia)
- Three Western Novels / Three Western Novels Magazine
- Top-Notch Detective
- Top-Notch Western
- True Crime / True Crime Magazine
- Two Daring Love Novels
- Two-Gun Western Novels Magazine / Two-Gun Western / Two-Gun Western Novels / 2-Gun Western
- Uncanny Stories
- Uncanny Tales
- War Stories Magazine
- War Stories Magazine
- Western Digest (dubbia)
- Western Fiction Magazine / Western Fiction Monthly / Western Fiction
- Western Magazine
- Western Novelettes
- Western Short Stories
- Wild West Stories & Complete Novel Magazine
- Wild Western Novels Magazine

### Riviste umoristiche
- Breezy
- Cartoon Capers - pubblicato almeno tra il n.2 del volume 4 (1969) ed il n.3 del volume 10 (1975)[4]
- Cartoon Laughs - vol 12, n.3 (1973)[4]
- Comedy - pubblicato almeno il numero di gennaio 1942 (pubblicazione antologica)
- Cupid
- Gayety - pubblicato almeno il numero di settembre 1941
- Gaze
- Gee-Whiz
- Joker - pubblicato almeno il numero della primavera 1941
- Stare
- Snap - pubblicato almeno il numero di ottobre 1940
- Snappy
- Zippy - pubblicato almeno il numero di maggio 1941

### Riviste erotiche
- FILM International (pubblicazione su film erotici)[5]
- For Men Only - almeno dal n.11 del vol. 4 (dicembre 1957) al n.3 del volume 26 (marzo 1976)[6]
- Male dal n.2 del volume 1 (luglio 1950) fino al 1977[7]
- Male Home Companion
- Stag - almeno 314 numeri tra febbraio 1942 e febbraio 1976[8]
- Stag Annual - 1964-1975

### Riviste d'avventura
- Action Life Magazine - pubblicato almeno il n.4 del volume 4 (novembre 1954), Atlas Magazine Pub.
- Complete Man Magazine - pubblicato tra settembre 1965 e aprile 1967, Atlas Magazines

Queste riviste cambiarono gradualmente genere fino ad assumere, verso la fine degli anni sessanta, un taglio erotico.

### Riviste di giallo
- Action Life Magazine - pubblicato almeno il n.4 del volume 4 (novembre 1954), Atlas Magazine Pub.
- Complete Detective Cases - pubblicato tra marzo 1941 e l'autunno 1954, Postal Pub. Inc.
- Leading Detective Cases - pubblicato almeno maggio 1947, Zenith Pub. Corp.
- National Detective Cases - pubblicato almeno marzo 1941.

### Riviste di cinema
- Screen Stars - pubblicato almeno nell'ottobre 1944.

### Altre riviste
- Celebrity - fino al 1977
- It's Amazing - n.1 datato solo 1949, pubblicato da Stadium Publishing.
- Sex Health - n.1 datato agosto 1937.